# Марія (імператриця)
Марія (лат. Maria, 384 або 385 — †407) — дружина римського імператора Гонорія.

## Життєпис
Походила з впливової родини. Була старшою донькою Стиліхона, головного військовика Західної Римської імперії, та Серени, а також небогою імператора Феодосія I. Завдяки батькові у 398 влаштоване її весілля з імператором Гонорієм. Деякий час мешкала разом із чоловіком у Медіолані, згодом оселилася в Римі. Тут у лютому 407 вона й помирає.